# Ентоні (острів)
Острів Ентоні (англ. Anthony Island, хайда: SG̱ang Gwaay) — невеликий острів в західній частині островів Королеви Шарлоти, Британська Колумбія, Канада.
Головною визначною пам'яткою острова є селище Нінстінц індійського племені хайда, покинуте в кінці XIX століття, яке надає виняткову можливість познайомитися з життям індійських рибалок та мисливців, що жили на північному узбережжі Тихого океану. Залишки жилих будинків, разом з різьбленими похоронними та пам'ятними стовпами (32 тотема), демонструють мистецтво та образ життя мешканців острова. Об'єкт створює уявлення про побутову культуру цих людей, про їх відносини з оточувальною природою.